# Maria Gonçalves de Sousa
Maria Gonçalves de Sousa (c.1210 – entre 1258 e 1284) foi uma Rica-dona do Reino de Portugal tendo o seu período de vida abrangido os reinados de D. Sancho I de Portugal, D. Afonso II de Portugal e dos irmãos D. Sancho II de Portugal e D. Afonso III de Portugal, ainda sobrevivendo a este último. Poderá ter estado ligada ao movimento trovadoresco português, sendo a sua família a maior patrocinadora da arte.

## Primeiros anos
Maria era filha de Gonçalo Mendes II de Sousa, influente magnate e chefe da família de Sousa, e de Teresa Soares de Ribadouro, neta de Egas Moniz IV de Ribadouro, conhecido como O Aio, outra figura não menos influente no passado. Pertencia assim a uma das cinco principais famílias nobres do Reino de Portugal, a Casa de Sousa.

### O conflito dos Sousas com a corte e a saída de Portugal
Maria nasceu num período especialmente conturbado para a sua família. Tivera início o turbulento reinado de Afonso II de Portugal, marcado por violentos conflitos internos entre o rei e as suas irmãs Mafalda, Teresa e Santa Sancha de Portugal, a quem Sancho legara em testamento, sob o título de rainhas, a posse dos castelos de Montemor-o-Velho, Seia e Alenquer, com as respectivas vilas, termos, alcaidarias e rendimentos. Ora, Afonso, tentando evitar a supremacia da influência dos nobres no seu governo, pretendia centralizar o seu poder, mas para isso incorria contra as irmãs e em último caso contra o testamento paterno, do qual Gonçalo Mendes, pai de Mor, ficara encarregue de defender. Foi a primeira vez que a, firme apoiante da realeza portuguesa desde a sua fundação, se lhe opôs., o que levou ao afastamento da corte, intendsificando o deacordo.
Este conflito seria resolvido com intervenção do Papa Inocêncio III; o rei indemnizaria as infantas com uma soma considerável de dinheiro, e a guarnição dos castelos foi confiada a cavaleiros templários, mas era o rei que exercia as funções soberanas sobre as terras e não as infantas. Porém os Sousas seriam renegados durante todo o reinado, e assim sendo saíram de Portugal, refugiando-se em outras cortes peninsulares..

### Regresso e o patrocínio da cultura

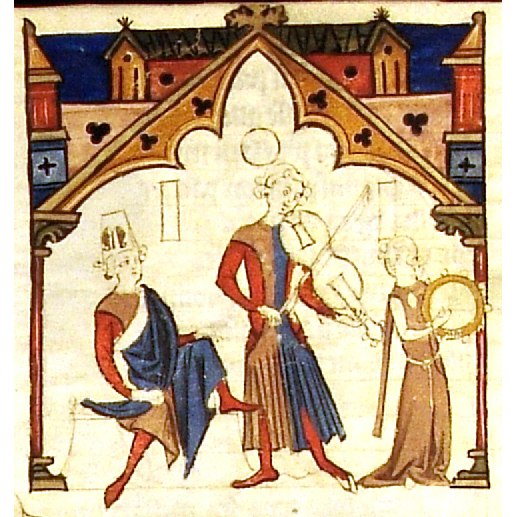
Trovadores, representados no Cancioneiro da Ajuda.

A morte prematura de Afonso II em 1223 permitiu o regresso da família de Mor, aproveitando a menoridade de Sancho II de Portugal para voltarem a ganhar influência. De facto, o seu pai consegue novamente a mordomia em dezembro de 1224, mantendo-se depois na corte sem o cargo até 1226, e fica à frente do governo de várias tenências, sobretudo na região da Beira. Em algumas delas terá acedido por morte do cunhado, Lourenço Soares de Ribadouro. Há notícias de atos violentos durante o seu período de governo em Lamego.
Gonçalo acompanha ainda o monarca em novas batalhas contra os muçulmanos, presenciando as tomadas de Elvas (24 de setembro de 1230) e Arronches. Em Elvas, a comitiva do rei teria chegado tarde, uma vez que as tropas do infante D. Pedro já haviam tomado a cidade com o auxílio de freires portugueses e das tropas de Afonso IX de Leão. Porém tanto Elvas como Juromenha são entregues a Sancho II. 
A família de Sousa seria a maior patrocinadora da trovadorismo, e Maria estava ligada a variados trovadoresː o seu tio, Garcia Mendes II, os primos Gonçalo Garcia e Fernão Garcia, e o seu cunhado, Afonso Lopes de Baião. O trovador D. Abril confirma uma doação do seu pai, que ainda arma cavaleiro Gonçalo Gomes de Briteiros, irmão do trovador Rui Gomes de Briteiros. 
O ambiente geralmente régio em que se centrava esta atividade deparava-se em Portugal com um ambiente mais senhorial, que era o que de facto recebia e fazia florescer o trovadorismo, na língua vernácula (galego-português), em oposição à preferência da cúria régia pelo latim tradicional que continuava a manifestar-se em documentos desta proveniência.

### Durante a guerra civil
O seu pai, Gonçalo Mendes II, começa a preparar a sua redenção por todas as injustiças e maus atos que fizera no passado. com doações ao Mosteiro de Pombeiro, ligado desde cedo à família. O seu pai viria a falecer a 25 de abril de 1243, tendo sido sepultado na abadia de Alcobaça.. 
O ambiente na corte pioraria após morte de Gonçalo; Sancho II revelar-se-ia apoiante da política do pai, mas não a consegue pôr em prática, pois os nobres que o influenciaram no início do reinado começaram a provocar várias atrocidades contra as populações, gerando-se uma sensação generalizada de insegurança, agravada pelo facto de o rei deixar de cumprir as obrigações que protegem o povo. Desta forma há imensas notícias de povoações que entregam a sua segurança ao nobre ao invés do rei. Mais do que nunca, o rei rebaixava-se ao primeiro entre pares. O constante descontentamento das várias classes levou a que o Papa Inocêncio IV o declarasse incapaz e o depusesse formalmente, gerando-se uma guerra que opôs o rei ao conde Afonso de Bolonha, seu irmão, apoiado pelo Papa. A vitória de Afonso e a sua ascensão ao trono viria a mudar o ambiente de tensão que Mor teria talvez vivido nos primeiros anos de vida.
Afonso, o conde de Bolonha, acaba por se declarar vencedor da guerra em 1247, e o rei Sancho, que havia sido deposto por uma bula do Papa Inocêncio IV, sai definitivamente de Portugal e refugia-se em Toledo, Reino de Castela, onde falece no ano seguinte. Afonso só se começa a designar III após a morte do irmão, usando até então o título de Regente de Portugal.

## Gestão fundiária
Maria e as irmãs viriam a tornar-se nas herdeiras fundiárias do pai nos termos de Lamego, Armamar, Tarouca, entre outros. A ausência do irmão delas, Mendo Gonçalves II de Sousa, pode sugerir que tenha falecido antes do pai. 
Maria teve muitos haveres nas terras de Basto, sobretudo no concelho de Celorico de Basto e vizinhosː alguns partilhados com as suas irmãs, outros deteve-os sozinha. . Veio a revelar-se, como também o foi a sua mãe, Teresa Soares de Ribadouro, uma grande usurpadora de bens fundiários. Com métodos de furto semelhantes aos maternos, usurpava bens em terras reguengas, tendo muitas vezes os herdadores dito, no inquérito de 1284, que nesses tempos entregavam as rendas destinadas ao rei a Maria Gonçalves. 
Em 1258 sabe-se, por exemplo, que forçava os herdadores de S. Pedro de Britelo, padroeiros da igreja, a dar-lha. 

## Morte e posteridade
Dado se encontrar viva em 1258, como uma das filhas de Gonçalo Mendes, já não o estaria provavelmente em 1284, quando foi feito o inquérito geral aos bens do primo (e herdeiro) Gonçalo Garcia de Sousa, em 1284, sendo aí provavelmente referida no passado.